# Boglárlelle
Boglárlelle megszűnt település Somogy megyében, mely Balatonboglár és Balatonlelle községek egyesítésével jött létre 1978. december 31-én. Megalakulásától kezdve nagyközség volt, majd 1984. január 1-jével városi jogú nagyközséggé, végül 1986. január 1-jével várossá nyilvánították és egyidejűleg hozzácsatolták Szőlőskislak községet.
1990-ben Kovács Miklóst választották a város rendszerváltás utáni első polgármesterének (pártállása nem ismert). 1991. október 1-jével Balatonboglár és Balatonlelle ismét különvált, mindkettő egyidejűleg város címet kapott. Szőlőskislak nem kapta vissza önállóságát, hanem Balatonboglár része maradt. Az október 20-ai választáson Balatonlelle polgármestere Szűcs László erdőfelügyelő lett, Balatonbogláron második fordulót is kellett tartani, amelyen a korábbi boglárlellei polgármestert, Kovács Miklóst választották meg (elődje, a volt boglárlellei tanácselnök indult ellene).